# Centro Excursionista Eldense
El Centro Excursionista Eldense es una sociedad deportiva y cultural española, constituida en la ciudad de Elda, en la provincia de Alicante. Fue constituida en 1957 por un grupo de amigos del montañismo, y fue evolucionando hasta convertirse en una amplia sociedad que abarca multitud de disciplinas. Cuenta con más de 4000 socios.

## Historia
En la década de 1950, Elda era una ciudad industrial en plena expansión, con una creciente clase media demandante de ocio y actividades. La localización de la ciudad, en un valle rodeado por importantes sierras, ha fomentado que actividades como el excursionismo, senderismo y montañismo, hayan tenido un tradicional arraigo en la zona. En 1957, un grupo de amigos aficionados a la montaña, crean el Centro Excursionista Eldense
, con el objetivo de poder ejercer sus actividades de una forma organizada y federada. Surge en sus inicios, como una filial de otro club pionero en la materia, el Centro Excursionista de Alcoy.
El 8 de noviembre de 1958, quedan redactados los estatutos, que fueron aprobados por la Federación Valenciana de Montaña, y a través de los cuales la sociedad, con 48 socios fundadores, queda legalmente constituida. En un inicio, las actividades del CEE se limitan a excursiones, acampadas y viajes, primeramente a montañas y lugares de la comarca, extendiéndose poco a poco a otras zonas de la provincia, y después de toda España. Se llevaban a cabo a sí mismo marchas de senderismo y ascensiones, concursos de orientación con brújula, así como cursillos y actividades orientados a una formación deportiva, cultural y moral del excursionista.
En los años posteriores, las actividades del Centro se fueron diversificando. La sección más exitosa fue la de escalada, en la que algunos socios, así como otros del Club Alpino Eldense, fueron los encargados de comenzar a formar la zona de escalada deportiva de las Peñas de Marín. También se empezaron a practicar otras actividades como la espeleología y la arqueología, sección a través de la cual se recuperaron (a veces de forma criticada por algunos), parte de importantes yacimientos arqueológicos de la ciudad. La sociedad se hizo cargo así mismo de la piscina de El Lido, donde se decidió crear y federar una sección de natación, con la cual poder impartir cursillos para niños y jóvenes.
Cuando El Lido desapareció debido a la expansión urbanística de la ciudad, algunos socios vislumbraron la posibilidad de comenzar a construir el ambicioso proyecto de una ciudad deportiva, que contase no solo con una piscina, sino con un amplio abanico de instalaciones para múltiples disciplinas. La pujante idea salió adelante, y se localizó una finca idónea para el proyecto en la carretera Elda-Monóvar. Un terreno de 40 000 m², que contaba con un pozo de agua propio. No sin dificultades, el proyecto comenzó a ejecutarse.
- Datos: Q18418382